# Yehudah L. Werner
Yehudah Leopold Werner (* 1931 in München) ist ein israelischer Herpetologe und emeritierter Professor an der Hebräischen Universität in Jerusalem (Department of Evolution, Systematics and Ecology).

## Leben
Seine Eltern und er mussten 1935 aus dem nationalsozialistischen Deutschland ins britische Mandatsgebiet Palästina fliehen. Er wurde Schüler von Georg Haas (1905–1981), einem Herpetologen und Paläontologen österreichischer Herkunft, der in Jerusalem lehrte. In seiner langen wissenschaftlichen Laufbahn veröffentlichte Werner über 400 Arbeiten, u. a. über die Biologie der Geckos sowie über die Zoogeografie und den Schutz nahöstlicher Reptilien und Amphibien.
Darüber hinaus beschrieb Werner eine Reihe von Amphibien- und Reptilientaxa erstmals bzw. erneut für die Wissenschaft (allein oder mit Co-Autoren):
- Hyla heinzsteinitzi Grach, Plesser & Werner, 2007[2] (diese Art ist ein Synonym des anscheinend nach Israel eingeführten Hyla japonica, siehe Molecular Phylogenetics and Evolution 49: 1019–1024).
- Acanthodactylus ahmaddisii Werner, 2004[3] [eine Fransenfinger-Eidechse (Eremiainae)]
- Acanthodactylus beershebensis Moravec, Baha El Din, Seligmann, Sivan & Werner, 1999[4] [eine Fransenfinger-Eidechse (Eremiainae)]
- Acanthodactylus pardalis (Lichtenstein, 1823) Moravec, Baha El Din, Seligmann, Sivan & Werner, 1999[4] [eine Fransenfinger-Eidechse (Eremiainae)]
- Asaccus nasrullahi Werner, 2006[5] [ein Gecko]
- Cerastes cerastes Werner, Sivan, Kushnir & Motro 1999[6]
- Cerastes cerastes hoofieni Werner & Sivan, 1999[6]
- Cerastes gasperettii Werner, 1987
- Cerastes gasperettii Werner, Le Verdier, Rosenman & Sivan, 1991[7]
- Cerastes gasperettii mendelssohni Werner & Sivan, 1999[6]
- Eirenis coronella ibrahimi Sivan & Werner, 2003[8]
- Eirenis coronelloides Sivan & Werner, 2003[8]
- Laudakia stellio salehi Werner, 2006[9]
- Mesalina bahaeldini Segoli, Cohen & Werner, 2002[10] [ein Wüstenrenner (Eremiainae)]
- Micrelaps tchernovi Werner, Babocsay, Carmely & Thuna, 2006[11] [eine Erdviper (Atractaspididae)]
- Ptyodactylus hasselquistii krameri Werner, 1995[12] [ein Gecko]

Beachte: Herpetologische Erstbeschreibungen mit dem Autorennamen "Werner" aus den Jahren 1893–1938 stammen von dem österreichischen Zoologen Franz Werner †.